# كريستين ميرلين
كريستين ميرلين (بالإنجليزية: Kristen Merlin)‏ هي مغنية مؤلفة وملحنة أمريكية، ولدت في 13 ديسمبر 1984 في هانسون في الولايات المتحدة.